# Boswellia ogadensis
Boswellia ogadensis là một loài thực vật thuộc họ Burseraceae. Đây là loài đặc hữu của Ethiopia.